# Molobratia arkadii
Molobratia arkadii là một loài ruồi trong họ Asilidae. Molobratia arkadii được Lehr miêu tả năm 2002. Loài này phân bố ở vùng Cổ Bắc giới.